# Henry Benedict Stuart
Henry Benedict Stuart, även kardinalen av York, född 6 mars 1725 i Rom, död 13 juli 1807 i Frascati, var en skotsk tronpretendent. Han var son till Jakob Edvard Stuart och Maria Klementina Sobieska och sonson till Jakob II av England och VII av Skottland samt sondotterson till Polens siste krigarkung Jan III Sobieski. Hans pretentioner på den skotska tronen understöddes av de så kallade jakobiterna.

## Biografi
Kort efter födelsen fick han av sin far titeln hertig av York. Han vistades i Frankrike under sin äldre broder Karls invasionsförsök i Skottland 1745–1746 och förde nominellt befälet över de franska trupper i Dunkerque, som var avsedda att i händelse av framgång för Karl samverka med denne i England. Efter resningens misslyckande återvände han till Rom och utnämndes i juli 1747 av påven Benedictus XIV till kardinal (han kallades sedermera kardinalen av York), prästvigdes 1748, blev 1761 biskop av Frascati och 1767 Den heliga stolens vicekansler.
Stuart blev med tiden en av sin tids rikaste kyrkofurstar eftersom han fick flera inkomstbringande andliga ämbeten i Frankrike, Spanien och Latinamerika. Vid faderns död 1766 lyckades han dock inte förmå påven Clemens XIII att erkänna brodern som legitim konung över Storbritannien. När brodern dog hävdade han sin arvsrätt till tronen och kallade sig Henry IX. 
1798 flydde han undan franska trupper till Sicilien och 1799–1800 vistades han sjuk och fattig i Venedig. Han fick då en årlig pension av sin släkting Georg III på 4 000 pund sterling. 1800 återvände han till Rom och blev tre år senare som den äldste i kardinalskollegiet biskop av Ostia och Velletri. 
På hans gravurna i Peterskyrkan står "Henricus IX" och påven Pius VII lät resa ett monument över de tre sista Stuartarna, utfört av skulptören Canova.
Henry Benedict var den siste medlemmen av den kungliga Stuartska ätten och hans krav på Storbritanniens tron som jakobitisk pretendent fördes över till den avlägsne släktingen Carlo Emanuele IV av Sardinien, i egenskap av ättling till Karl I av England och Skottland.

## Kardinalstitlar
- Kardinaldiakon av Santa Maria in Portico in Campitelli: 31 juli 1747 – 16 september 1748
- Kardinalpräst (pro illa vice) av Santa Maria in Portico in Campitelli: 16 september 1748 – 18 december 1752; in commendam: 18 december 1752 – 12 februari 1759
- Kardinalpräst av Santi XII Apostoli: 18 december 1752 – 12 februari 1759; in commendam: 12 februari 1759 – 13 juli 1761
- Kardinalpräst av Santa Maria in Trastevere: 12 februari 1759 – 13 juli 1761; in commendam: 13 juli 1761 – 24 januari 1763
- Kardinalbiskop av Frascati: 13 juli 1761 – 26 september 1803
- Kardinalpräst med San Lorenzo in Damaso in commendam: 24 januari 1763 – 13 juli 1807[a]
- Kardinalbiskop av Ostia och Velletri: 26 september 1803 – 13 juli 1807

## Bilder
| - Stuartska gravmonumentet i Peterskyrkan, utfört av Antonio Canova. Här vilar Jakob Edvard Stuart, Karl Edvard Stuart och Henry Benedict Stuart. |